# Love Da Records
Love Da Records  es una compañía discográfica china-británica y también distribuidora de música fundada en 1998 por Tommy Chan inicialmente en Hong Kong y que también tiene sucursales en Singapur, Malasia y Taiwán.
La discográfica se encarga de difundir artistas independientes y reconocidos mundialmente, al igual que emergentes.
El estilo de la discográfica es de diversos estilos musicales pero principalmente el rock, indie rock, rock alternativo, electrónica, entre muchos otros.
Muchas discográficas han tenido afiliación con Love Da Records, algunas de las discográficas incluidas son: XL Recordings, Beggars Banquet Records, 4AD, Rough Trade Records, Warp Records, V2 Records, Ninja Tune, PIAS Recordings, Kitsuné, Chemikal Underground, entre muchos otros.

## Algunos artistas de la discográfica
- Bloc Party
- Brett Anderson (Suede)
- Crystal Castles
- David Gilmour (Pink Floyd)
- Dinosaur Jr.
- José González (Junip)
- Mogwai
- The Prodigy
- Tiga (Canadá)
- Tosca (Austria)
- Vampire Weekend
- Yonderboi (Hungría)